# Färingtofta kyrka
Färingtofta kyrka, även Josephina kyrka, är en kyrkobyggnad i Färingtofta. Den är församlingskyrka i Riseberga-Färingtofta församling i Lunds stift.

## Kyrkobyggnaden
Kyrkorummet bildar en så kallad tvärkyrka med längdaxeln i nord-sydlig riktning. Altaret och predikstolen, som är kombinerade, är placerade på långhusets östvägg.

## Historik
Den ursprungliga kyrkan i Färingtofta uppfördes sannolikt på 1200-talet, men byggdes om helt i början av 1800-talet. Arkitekten Jacob Wilhelm Gerss ritade kyrkan i dess nuvarande utseende. Den ombyggda kyrkan invigdes 1828. Det finns idag inte många rester kvar av den gamla medeltidskyrkan.
Tornet blev färdigt 1797.

## Inventarier
- Dopfunten av sandsten är skapad av en okänd konstnär och härstammar från medeltiden. Den har tidigare varit målad, först i starka färger under medeltiden därefter marmorerad. Sitt nuvarande utseende fick den 1961.

### Orgel
- 1879 byggde Anders Victor Lundahl, Malmö en orgel med 10 stämmor.
- Den nuvarande orgeln byggdes 1969 av Frederiksborgs Orgelbyggeri, Hilleröd, Danmark och är en mekanisk orgel. Fasaden är från 1879 års orgel.

| Huvudverk I   | Svällverk II        | Pedal      | Koppel |
| Principal 8'  | Gedakt 8´           | Subbas 16´ | I/P    |
| Rörflöjt 8'   | Fugara 8'           | Borduna 8´ | II/P   |
| Oktava 4'     | Koppelflöjt 4'      | Dolkan 4'  | II/I   |
| Waldflöjt 2'  | Kvintadena 2'       |            |        |
| Mixtur 3 chor | Sifflöjt 1'         |            |        |
|               | Scharfcymbel 2 chor |            |        |
|               | Crescendosvällare   |            |        |

## Namnet
Sitt namn, Josephinas kyrka, fick kyrkan för att den vid nyinvigningen 1828 tillägnades kronprinsessan, senare drottningen, Josephina, Oscar I:s hustru.